# بایه د لاس ناباس
بایه د لاس ناباس (به اسپانیایی: Valle de las Navas) یک شهرستان در اسپانیا است که در استان بورگس واقع شده‌است.

## خصوصیات
بایه د لاس ناباس ۱۱۱ کیلومترمربع مساحت و ۶۲۰ نفر جمعیت دارد.